# Ян Гейда
Ян Гейда (чеськ. Jan Hejda; 18 червня 1978, м. Прага, ЧССР) — чеський хокеїст, захисник.
Вихованець хокейної школи ХК «Славія» (Прага). Виступав за «Славія» (Прага), ХК «Гавіржов», ЦСКА (Москва), «Хімік» (Митищі), «Гамільтон Бульдогс» (АХЛ), «Едмонтон Ойлерс», «Колумбус Блю-Джекетс», «Колорадо Аваланш».
В чемпіонатах НХЛ — 627 матчів (25+110), у турнірах Кубка Стенлі — 10 матчі (0+0).
У складі національної збірної Чехії учасник зимових Олімпійських ігор 2010 (5 матчів, 0+0), учасник чемпіонатів світу 2003, 2004, 2005, 2006, 2008, 2013 і 2015 (59 матчів, 2+4). 
Досягнення
- Чемпіон світу (2005), срібний призер (2006)
- Чемпіон Чехії (2003).